# Trycherus bipunctatus
Trycherus bipunctatus es una especie de coleóptero de la familia Endomychidae.

## Distribución geográfica
Habita en la República Democrática del Congo.